# Hans-Ekkehard Bob
Hans Ekkehard Bob (Friburgo de Brisgovia, 24 de enero de 1917 - Friburgo, 12 de agosto de 2013) fue un piloto de combate alemán que sirvió a la Luftwaffe. Durante la Segunda Guerra Mundial, voló cerca de setecientas misiones de combate; reclamó 60 victorias (37 de ellas fueron en el frente oriental).